# Onchoporoides moseleyi
Onchoporoides moseleyi is een mosdiertjessoort uit de familie van de Calwelliidae. De wetenschappelijke naam van de soort is voor het eerst geldig gepubliceerd in 1884 door Busk.